# Tsukasa Morishima
Tsukasa Morishima (森島 司, Morishima Tsukasa), né le 25 avril 1997 à Suzuka au Japon, est un footballeur international japonais évoluant au poste de milieu offensif au Nagoya Grampus.

## Biographie

### Sanfrecce Hiroshima
Né à Suzuka au Japon, Tsukasa Morishima rejoint en 2016 le club de Sanfrecce Hiroshima, en provenance de Mie Prefectural Yokkaichi
Chuo Technical High School.
Tsukasa Morishima fait ses débuts en professionnel avec le Sanfrecce Hiroshima le 4 mai 2016, lors d'un match de Ligue des champions de l'AFC contre le FC Séoul. Il est titulaire lors de cette partie et son équipe s'impose sur le score de deux buts à un. Il joue sa première rencontre de J1 League le 25 février 2017 contre l'Albirex Niigata, rencontre où les deux équipes se partagent les points (1-1).
C'est lors d'une rencontre de Ligue des champions de l'AFC, face au Melbourne Victory le 22 mai 2019 que Tsukasa Morishima inscrit son premier but en professionnel. Il délivre également une passe décisive ce jour-là, ce qui permet à son équipe de s'imposer (1-3).

### Nagoya Grampus
Le 3 août 2023, Tsukasa Morishima s'engage en faveur du Nagoya Grampus.
Morishima inscrit son premier but pour Nagoya Grampus le 30 mars 2024, lors d'une rencontre de championnat face au Yokohama F. Marinos. Titulaire, il marque le but égalisateur et participe ainsi à la victoire de son équipe par deux buts à un.

### En sélection
Tsukasa Morishima est sélectionné à plusieurs reprises avec les équipes de jeunes du Japon.
Morishima honore sa première sélection avec l'équipe nationale du Japon le 10 décembre 2019 contre la Chine en Coupe d'Asie de l'Est 2019. Il est titulaire et délivre une passe décisive à Musashi Suzuki pour l'ouverture du score japonaise, contribuant à la victoire de son équipe sur le score de deux buts à un.

## Palmarès
Sanfrecce Hiroshima
- Championnat du Japon :
  - Vice-champion : 2018.
- Coupe de la Ligue japonaise (1) :
  - Vainqueur : 2022.